# 陈友仁
陈友仁（1878年7月2日—1944年5月20日），男，原籍广东顺德，太平军後裔，中华民国政治人物，国民党左派。他一生最著名的事蹟是在1927年担任武汉国民政府的外交部长时，依靠强硬的外交手段，几经交涉，收复了汉口英租界和九江英租界，创造了弱国取得外交胜利的神话。

## 生平
陈友仁，原籍广东顺德，父母是客家人:3。身世1878年生於加勒比海的英国殖民地特立尼达（時华侨通称为千里达）圣费尔南多。
父亲曾参加太平军，太平天国失败后被迫離開中國，从香港一路逃到万里之外的特立尼达，在当地经营零售店，小有积蓄。

### 幼年與求學時期
陈友仁从小接受英国教育，日常在家中只操英語:3。并不懂中文。1898年，毕业于西班牙港的圣玛丽学院。

### 畢業後工作
毕业后，他成为特立尼达第一位华人律师，开设自己的律师事务所，不久在当地华人和印第安人客户中赢得了声誉，取得可观收入和社会地位，成为当地頗為成功的著名律師。
陈友仁对于商业经营也颇有眼光，他投资于几个可可种植园，还购买了油田。不过，陈友仁并不满足于特立尼达狭小天地，他习惯于每年到英国伦敦去度假一次。在伦敦，陈友仁结识了许多中国留学生朋友。

## 中國效力
1911年秋天，正當中国辛亥革命成功消息传到伦敦，正在那里度假的陈友仁和他的两位华人朋友——伍连德和菲利普·陶听到这个消息后兴奋不已，决定立刻到中國效力。
陈友仁原本准备先回在美洲千里達的家安顿好再到中国，后来担心一旦回家，必为情所困，无法成行，于是只发一封电报回家，便匆忙取道西伯利亚铁路来到中国。
到中国後，陈友仁在北京的袁世凯内阁的交通部担任法律顾问。

### 辭職辦英文報紙《京报》與入獄
1914年，他毅然辞职离开交通部，但继续留在北京，自己创办一份英文报纸——《京报》（Peking Gazette）擔任總編輯，鼓吹革命，言論激進，一度被袁世凱通緝:3。经常发表与政府不同的意见。
1917年5月18日，英文《京报》刊載段祺瑞與日本接洽一億元借款（二千萬由日人代行整理兵工廠，八千萬請日本軍官練兵），指日本參謀次長田中義一來華，與此事有關，主筆陳友仁批評段祺瑞「出賣中國」，19日被捕，以妨礙公務罪判入獄四個月，報紙也被查封。此案最后导致总统黎元洪罢免段祺瑞的国务总理职务。6月4日，陳友仁獲黎元洪特赦。

### 南下廣州
1917年6月下旬，陈出卖报馆南下，后在广州任孙中山英文秘书及外交顾问。这是他一生作出的一项重大决定。当时孙中山只在其出生所在省份(广东省)勉強得到一些支持。陈友仁立刻取得孙中山赏识，孫中山曾經评价说，中国只有三个半精通英文者：一个是辜鸿铭，一个是伍朝枢，另一个就是陈友仁。
1919年，陈友仁曾為广东军政府代表顧問的身份参加巴黎和会。當陈友仁從巴黎回国时，孫被排挤出广州，躲在上海法租界莫里哀路寓所内埋头写《建国方略》。虽然孙受到严重挫折，陈友仁还是决心继续支持孙。

### 上海辦報
陈友仁也在上海办了一份报纸Shanghai Gazette，并變賣了在特立尼达的全部产业来资助孫中山的事業。
此時，苏俄开始与孙中山接触。1922年，陈友仁作为孙的外交顾问，参与了与苏俄特使越飞在上海的会谈。1923年初，孙回到广州，重组政府，自任大元帅。1924年，陈友仁到廣州擔任孫的英文秘書，很受孫器重，旋被任命為担任大元帅府航空局长，并与孙的苏联顾问鲍罗廷建立非同寻常的私人关系。
1924年11月，冯玉祥控制北京后，邀请孙北上，陈友仁也随同前往。
1925年孙在北京逝世前，陈友仁代为起草《致苏联遗书》。

### 再留北京、又辦英文報紙《民报》與入獄
孙死后，他留在北京，创办英文《民报》。这一次办报，他又因为抨击张作霖而被捕四个月:3。

### 国民政府外交部长
出狱以后，陈友仁回到广州。1926年3月，陈友仁接替胡汉民出任国民政府外交部长。他一上台，就大力支持当时省港大罢工，迫使港英当局妥协。

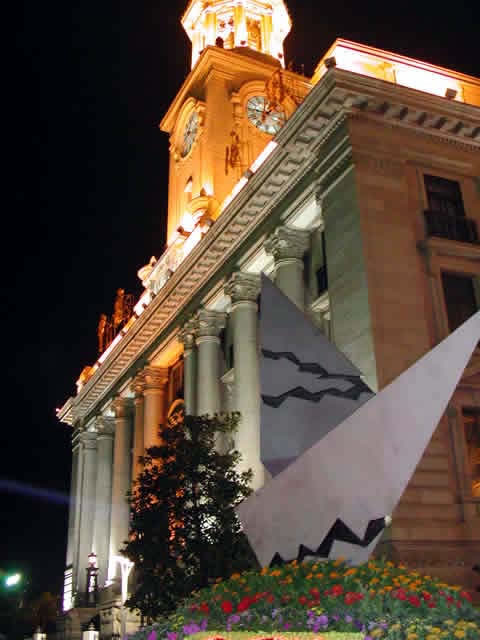
江汉关大楼

1926年12月10日，第一批广州国民政府官员（以国民党左派为主），包括四位部长：徐谦（司法部长）、陈友仁（外交部长）、宋子文（财政部长）、孙科（交通部长）以及鲍罗廷和宋庆龄一同经江西抵达武昌，组成临时联席会议。
1926年12月31日，另一批国民政府官员（以右派为主），包括国民政府代主席谭延闿、中央执行委员会常务委员会代主席张静江，以及另外几位部长，到达蔣中正司令部所在地江西南昌，留在那里成立临时中央会议。1927年1月1日，左派联席会议宣布国民政府迁都武汉三镇，政府设在汉口南洋大楼。两派之间裂痕日益扩大。
在武汉左派中，陈友仁更被认为是一名坚定亲苏亲共极左人物。他刚到武汉，就与英国驻华公使藍普森进行第一次外交谈判。务实的英国人考虑到国民政府在长江流域的实力增加，准备承认这个革命政府，条件是在新条约签订之前，必须接受过去中英两国之间签订的条约。陈友仁拒绝接受这一条件，谈判于1926年12月17日破裂。但陈友仁认识到外交承认重要性，要求蓝普森与他合作，假装会谈只是临时中断。
不久，局势超常规发展把陈友仁推到他一生事业巅峰。早在1926年11月国民革命军占领武汉三镇不久，当地工人运动高涨起来，持续不断的罢工风潮席卷各个行业。苏联顾问鲍罗廷频繁演讲，积极推动反帝，尤其是反英运动。1927年1月3日，在汉口英租界边界处的江汉关大楼前，发生了中国示威群众与英国海军陆战队之间流血衝突。陈友仁立刻向英国提出抗议，要求英国撤走海军陆战队和义勇队。1月4日，数万群众衝入汉口英租界包围巡捕房。1月5日，汉口英国侨民全部撤退到军舰上，英租界由中国军警进驻。1月6日，较小的九江英租界也同样受到衝击。陈友仁一面主持“汉口英租界临时管理管理委员会”，恢复界内秩序；一面与英方先后进行16次谈判。英国方面起初要求恢复这两个租界原状，陈友仁指出，只能以新的形势为谈判依据，否则必将引起“较现在更险恶之局势”。1月27日，英国政府送交备忘录，表示如果国民政府以谈判方式解决在华租界问题，英方将承认国民政府大部分外交要求。最后双方终于在2月19日和2月20日，分别签订「收回汉口英租界之协定」和「收回九江英租界之协定」:3。由于其成功的铁腕外交、以及精通西方法典，陈友仁获得巨大声誉。当时中国最大报纸——上海《申报》几乎每天都可以看到革命外交家陈友仁的名字，有人甚至称武汉政府为“陈友仁时代”。
陈友仁是一名坚定的左派分子，性情耿直，愛國摯深:3。1927年4月，蔣中正在南京成立政府，宣布清共，陈友仁与宋庆龄联名发表《讨蒋通电》。武汉左派政府受到蒋的海上封锁，又要应付大罢工带来的财政困难，自身生存也出现问题。于是在7月，汪精卫在武汉也宣布分共，陈友仁是会上唯一的反对派。（宋庆龄未参加，已经上了庐山.）
1927年7月27日下午，考虑到苏联顾问鲍罗廷处境已经相当危险，陈友仁派自己的两个儿子（陈丕士和陈依範）护送鮑羅廷逃亡回到苏联，他们选择一条极其艰苦但相对来说比较安全的线路：从陆路经郑州、洛阳、平凉、宁夏城，然后穿过戈壁沙漠，到达库伦，10月6日安全抵达莫斯科。

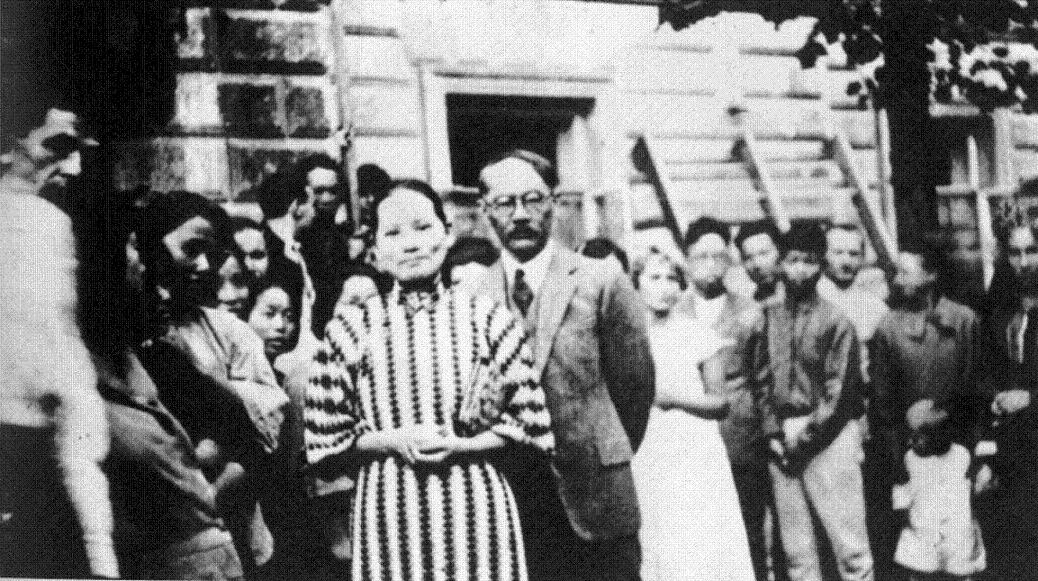
1927年宋庆龄陈友仁在莫斯科

### 莫斯科
由於蔣中正懸賞要他的人頭，陈友仁化妝成日本商人，1927年8月和宋庆龄一起从上海秘密乘船去苏联。他们在莫斯科发表批评蔣中正、汪精卫的联合宣言。不过，由于未能得到斯大林的实际帮助，不久陈友仁失望地离开苏联，前往法国。
1927年10月21日，上海的主要报纸刊载评论，猜测宋庆龄日前出国到苏联，是与陈友仁“私奔”，二人准备结婚。（二人的配偶都去世不久）当然这是一个未经证实的谣言，不过对于宋庆龄的政治生命却具有极大的杀伤力，使得她消沉了许久。

### 流亡的日子
1930年，陈友仁在流亡巴黎期间，与女画家张荔英结婚。那时他的原配妻子已经患癌症去世四年。张荔英是国民党元老张静江的四女儿，比陈友仁年轻三十一岁，出生在法国。这样一桩年龄悬殊的婚事，加上陈在政治上的观点与新娘的父亲南辕北辙：女婿亲苏亲共，是个流亡海外的反蒋左派人士；岳父却是蔣中正的把兄弟，立场坚定的反共右派人士，自然要引起一场不大不小的轰动。
1931年，汪精卫、孙科在广州另组政府，于是陈友仁回国，出任广州政府的外交部长。不久宁粤合作，蔣中正下野，6月1日陈友仁继续出任中央政府外交部长。但不久就因九一八事變處理問題辞职赴上海。
1933年，十九路军发动反蒋的福建事变，成立“中华共和国人民革命政府”，陈友仁又出任福州政府的外交部长。事败后，他受到通缉，再度流亡法国巴黎。
1938年，陈友仁前往香港居留。1941年12月，太平洋战争爆发，香港沦陷，陈友仁为日军拘捕，转押上海软禁。1944年5月病逝于上海。1949年以后，陈友仁的遗骸被移葬到北京八宝山革命烈士公墓。

## 家族與後代
- 父：陳桂新
- 母：梁氏，廣東寶安人。
- 第一任妻子（原配）：愛芳茜·愛葛莎·甘東（即愛茜，或梁瑪麗，其父為法國人，其母為法非混血兒）(約1878年？-1926年)。1899年與陳友仁結婚。1911年攜長子陈丕士前往倫敦留學，1926年患癌症去世。

- - 長子：陈丕士（Percy），1922年毕业于伦敦中殿律师学院，考取律师资格，先在千里達當律師，後隨父親參與中國二次革命。後成為香港著名大律师。
  - 次子：陈依範（Jack），画家。
  - 次媳：陳元珍，華裔美籍作家，著有《民國外交強人陳友仁：一個家族的傳奇》[7]。
    - 孫子陈一文，中国地球物理学会天灾预测专业委员会顾问。
    - 另在苏联留有一孫，名叶甫盖尼·伯纳德维奇·陈（Евгений Бернардович Чен）（1934—），苏联跳远运动员。
      - 孫的女儿伊奥兰达·耶夫盖尼耶夫娜·陈（英语：Yolanda Chen）（Иоланда Евгеньевна Чен）（1961—）也是跳远运动员，1995年世界室内田径锦标赛三级跳远冠军，退役后成为俄罗斯著名的体育记者。

  - 長女：陳錫蘭（英语：Si-Lan Chen）（Sylvia Si-Lan Chen Leyda），在俄國研究跳舞，於歐洲舞台活躍，為世界著名舞蹈家。與導演與電影史家杰伊·萊達（英语：Jay Leyda）（中文名陳立）結婚。
  - 小女儿：陈幼兰（Чен Ю-Лан），英文名约莲达（Yolanda），俄文名伊奥兰达·叶甫盖尼耶夫娜·陈（Иоланда Евгеньевна Чен）（1913—2006），苏联著名电影摄影师。
  - 在聖弗南多一法非混血兒情婦曾為陳友仁（尤金）生了孿生女。
  - 其餘不詳。

- 第二任妻子：张荔英，女画家，张荔英是国民党元老张静江的四女儿，生在法国，比陈友仁年轻三十一岁。